# Коридорас болівійський
Коридорас болівійський (Corydoras bilineatus) — вид сомоподібних риб з роду Коридорас підродини Corydoradinae родини Панцирні соми.

## Опис
Загальна довжина становить 5 см. Голова коротка. Очі помірного розміру. Рот невеличкий, верхня губа відтягнута донизу. Є 3 пари маленьких вусиків. тулуб доволі стрункий. Спина високо піднята. Спинний плавець також витягнутий догори. Жировий плавець маленький. Грудні та черевні плавці розташовані неподалік одні від одних. Хвостовий плавець з широкий лопатями.
Забарвлення сірувато-коричневе з зеленуватим відтінком або блиском (особливо у верхній частині тіла). Може мати сітчасте (перемежовуватися з білуватими плямами) або суцільне забарвлення з білувати смугами з боків. Відтінок у різному віці мінливий. також на нього може впливати настрій коридораса.

## Спосіб життя
Є демерсальною рибою. Воліє до прісної води. Зустрічається у річках з помірною течією або у затоплених тропічних лісах. Утворює невеличкі групи. Вдень ховається серед рослин. Активний у присмерку або вночі. Живиться дрібними безхребетними.

## Розповсюдження
Є ендеміком Болівії. Поширено у басейні річки Мадейра (притоки Кочабамба, Маморе, Бені).